# Mediateca del Mediterraneo
La Mediateca del Mediterraneo è un edificio con funzione polivalente di Cagliari, situato in via Mameli, e occupa gli spazi usati precedentemente come Mercato Comunale; si configura come un'opera di architettura contemporanea.
Inaugurato il 30 aprile 2011, e aperto il 3 maggio 2011, lo spazio ospita mostre temporanee e permanenti, biblioteche, auditorium, uno spazio gestito dalla Cineteca Sarda, nonché un bar-ristorante.

## Storia
La Mediateca sorge in uno spazio storico per la città: infatti vi fu recentemente il Mercato Comunale, sorto in sostituzione di quello del Largo Carlo Felice, e dal 1923 al 1951 il campo di via Pola, che vide le prime partite del Cagliari Calcio.

## Descrizione

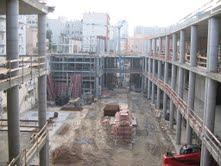
La MEM in costruzione

I lavori sono iniziati nel 2007 e finiti nel 2010.
La struttura è il frutto del riutilizzo delle facciate esterne della struttura del Mercato, con alcune modifiche, e la demolizione totale degli ambienti interni, per avere la struttura idonea alla nuova destinazione e più libertà di progettazione.
L'opera d'architettura contemporanea, su progetto dello studio OP architetti associati di Venezia, si estende 105 metri in lunghezza, 30 in larghezza, per un'altezza di 10 metri.
L'interno si presenta come la corte di un palazzo medioevale, con numerose aiuole e muretti per sedersi, con i muri in vetro trasparente.
Esternamente l'edificio è di forte impatto visivo, presentando delle mattonelle in cotto alternate a travertino nei primi due livelli, mentre l'ultimo livello si caratterizza da una facciata in ferro, che risalta inoltre il fatto che esso è stato aggiunto nei recenti lavori.
Sul fronte principale è stata realizzata una piazza con giochi architettonici di muri e scale.
La mediateca è stata inaugurata una prima volta il 6 maggio 2010, nel corso della manifestazione Monumenti Aperti e la sua apertura totale è avvenuta nel maggio del 2011.
La Mediateca ospita la biblioteca e l'archivio storico del comune di Cagliari, in sostituzione della struttura di via Newton, ma anche mostre temporanee, laboratori, cineteche e il centro di cultura del Maghreb.
Per questo progetto il Comune di Cagliari si è presentato come ospite, unico non arabo,  all'appuntamento fieristico parigino Les Maghreb des Livres.
La mediateca è stata inaugurata definitivamente il 30 aprile 2011, e contemporaneamente è stata inaugurata una mostra sull'arte tipografica in Sardegna, con pezzi rari tra cui una lastra di piombo per stampare L'Unione Sarda.